# بئر قصد علی
بئر قصد علی (به عربی: بئر قصد علی) یک شهرداری در الجزایر است که در استان برج بوعریریج واقع شده‌است. بئر قصد علی ۱۹٬۶۲۲ نفر جمعیت دارد.